# Mik Babylon
Mik Babylon, eigenlijk Michiel Babylon (Roeselare, 17 februari 1935 - Izegem, 7 oktober 2006), was een Belgisch politicus en federaal volksvertegenwoordiger voor de Volksunie van 1965 tot 1978.

## Biografie
Babylon volgde les aan het Klein Seminarie van Roeselare. Van 1955 tot 1960 studeerde hij aan de Leuvense universiteit en promoveerde er tot doctor in de rechten. Vervolgens studeerde Babylon economie in Parijs. Hij was actief in het Vlaams Verbond van Katholieke Scouts en in het Leuvense Katholiek Vlaams Hoogstudentenverbond was hij cultuurpreses op het moment dat Wilfried Martens de studentenbeweging leidde. In 1962 werd hij bij de Tweede Mars op Brussel gewelddadig opgepakt door de politie.
In het begin van de jaren 60 werd Babylon lid van de Volksunie. Die partij verscheen in kartelvorm met de liberalen en christelijke middenstanders voor het eerst in de Roeselaarse gemeenteraad bij de verkiezingen van 1964. De Volksunie haalde zes zetels binnen en zorgde ervoor dat de traditionele absolute meerderheid van de CVP in de stad doorbroken werd. De CVP moest er voor het eerst in coalitie gaan en deed dit met de BSP.
In 1965 werd Babylon lid van de Kamer van volksvertegenwoordigers voor het arrondissement Roeselare-Tielt. Hij zou in de Kamer blijven tot 1978. Van 1971 tot 1977 was hij secretaris van de Kamer. Hij hield er zich vooral bezig met taalgebruik, lokale economie en sociale zekerheid. In de periode december 1971-december 1978 had hij als gevolg van het toen bestaande dubbelmandaat ook zitting in de Cultuurraad voor de Nederlandse Cultuurgemeenschap, die op 7 december 1971 werd geïnstalleerd en de verre voorloper is van het Vlaams Parlement.
Babylon was een begeesterend parlementslid die veel leden, vooral jongeren, naar de Volksunie trok. Hij was een harde werker, maar ook een eigengereid politicus die tegen de eigen partij durfde ingaan. Hij had een uitdagende en spectaculaire stijl en schuwde de provocatie niet. In juli 1972 werd hij opgepakt naar aanleiding van incidenten tijdens een betoging ten gunste van onderdrukte volkeren in Oost- en Centraal-Europa. Om aan gerechtelijke vervolging te ontsnappen, dook hij zelfs enige tijd onder.
Samen met andere VU-parlementsleden was hij in 1976 betrokken bij acties rond de Lokettenkwestie in Schaarbeek en nam hij deel aan de bezetting van het kabinet van de minister van Binnenlandse Zaken. Hij haalde het landelijke nieuws toen hij op een trein naar Roeselare aan de noodrem trok, omdat een controleur hem in het Frans om zijn vervoerbewijs had gevraagd.
In 1978 werd Babylon niet meer herkozen. Zijn flamboyante levensstijl zorgde ervoor dat hij omstreden werd. Hij raakte geïsoleerd van zijn eigen partij. In 1982 kwam hij niet meer op met de Volksunie bij de gemeenteraadsverkiezingen, maar met een eenmanslijst onder de naam M.E.T.M.I.K. Hij werd niet meer verkozen en in december 1982 uit de partij gezet. Hij diende het kabinet van Hugo Schiltz, waar hij sinds 1981 werkzaam was, te verlaten en ging als ambtenaar bij de Vlaamse Waterzuiveringsmaatschappij werken.

## Bron
- Frank SEBERECHTS. Nieuwe Encyclopedie van de Vlaamse Beweging. Tielt, 1998. Deel I, 375
- Oud Rousselare 2013/03, De 100 van Roeselare. 100 talenten uit Roeselare, Roeselare, 2013.